# Pavol Pavlis
Pavol Pavlis, né le 12 janvier 1961 à Bratislava, est un homme politique slovaque membre de Direction - Social-démocratie (SMER-SD). Il est ministre de l'Économie entre 2014 et 2016.

## Biographie

### Formation et vie professionnelle
Il étudie le génie mécanique entre 1980 et 1984 à l'université technique slovaque, puis travaille comme chercheur jusqu'en 1990. Cette année-là, il se lance dans le monde des affaires.

### Engagement politique
En 2006, il est élu député au Conseil national de la République slovaque. Réélu en 2010 et 2012, il devient cette année-là secrétaire d'État au ministère de l'Économie. À l'occasion du remaniement ministériel du 3 juillet 2014, Pavol Pavlis est nommé ministre de l'Économie dans le gouvernement de Robert Fico. Il est remplacé le 23 mars 2016 par Peter Žiga.